# 李思忠 (魚類学者)

李 思忠

李 思忠（シュ, シチュウ、1921年2月19日 - 2009年1月11日 ）は、中国の魚類学者、中国魚類学会副理事長（1988 - 1993）。

## 主な著書
- 李思忠 (1981.8). 中国淡水鱼类的分布区划 (チュウゴク タンスイ ギョルイ テキ ブンプ クカク). 科学出版社
- 李思忠, 王惠民 (1995.9). 中国科学院中国动物志编辑委员会主编. ed. 中国动物志 : 硬骨鱼纲. 鲽形目 (チュウゴク ドウブツシ  チョウケイモク). 科学出版社. NCID BN14594022
- 李思忠, 张春光 (2011.5). 中国科学院中国动物志编辑委员会主编. ed. 中国动物志 : 硬骨鱼纲. 银汉鱼目 鳉形目 颌针鱼目 蛇鳚目 鳕形目 (ギンカンギョモク ショウケイモク カンシンギョモク ダイモク セツケイモク). 科学出版社. NCID BB06424510
- 李思忠 (2015). 黄河鱼类志：黄河鱼类专著及鱼类学文选. 水产出版社. ISBN 9789578596771 [1][2]

## 共編著
- 張春霖等 (1955.6). 黄渤海魚類調査報告. 科学出版社. NCID BN11852212
- 中国科学院編訳局編訂 (1955.9). 脊椎動物名稱. 中国科学院. NCID BA6219751X
- 中国科学院动物研究所, 中国科学院海洋研究所, 上海水产学院主編 (1962.12). 南海魚类誌. 科学出版社. NCID BA50444972
- 国家水产总局南海水产研究所 [ほか編] (1979.12). 南海诸岛海域鱼类志. 科学出版社. NCID BN15809554
- 李思忠, 佐藤一彦 訳（1985). 「中国産サケ科魚繋の地理的分布について」淡水魚，11，89－93.
- 成庆泰, 郑葆珊主编 (1987.2). 中国鱼类系统检索. 科学出版社. NCID BN02442548
- 郑葆珊[ほか]编著 (1987.8). 鱼类（中国动物图谱） (第2版 ed.). 科学出版社. NCID BN02760011
- 乐佩琦, 陈宜瑜主编 (1998.9). 鱼类 = Pisces（中国濒危动物红皮书）. 科学出版社. NCID BA75031961
- 刘明玉, 解玉浩, 季达明主編 (2000.4). 中国脊椎动物大全. 辽宁大学出版社. NCID BA62646500

## 翻訳
- Joseph S. Nelson原著 (1994). 世界魚類. 水产出版社. ISBN 9578596030